# Крбуне
Крбуне (итал. Carbune) је насељено место у Истарској жупанији, Република Хрватска. Административно је у саставу општине Пићан.

## Географија
Насеље Крбине се нази у средишњој Истри на надморској висини од 180 метара на локалном путу. Почетком 20. века становници су се углавном бавили пољопривредом. После Другог светског рата становништво се углавном запошљавало у оближњим рудницима и фабрикама у Потпићану и Тупљак.
До територијалне реорганизације у Хрватској налазило се у саставу старе општине Лабин.

## Историја
Крбуне се прв пут помиње 1325.
Жупна црква Светог Ивана Крститеља изграђена је 1694. на месту старије из XV века, а поновно је обновљена и проширена 1906. У цркви се налазе три мермерна одлатар, а на главном налази се слика Св. Ивана Крститеља. Из најстарије фазе цркве потичу остаци фресака и глагољски графити, који данас нису видљиви.
На гробљу се налази црква Светог Мартина с мермерним олтаром и каменим кипом Св. Мартина из 1739. Црква је обновљена обновљена је 1987.

## Становништво
Према попису становништва из 2011. године у насељу Крбуне било је 47 становника који су живели у 15 породичних домаћинстава.
Кретање броја становника по пописима 1857—2001.
| година пописа   | 1857. | 1869. | 1880. | 1890. | 1900. | 1910. | 1921. | 1931. | 1948. | 1953. | 1961. | 1971. | 1981. | 1991. | 2001. | 2011. |
| Број становника | 351   | 362   | 356   | 335   | 352   | 344   | 0     | 785   | 237   | 226   | 174   | 123   | 75    | 58    | 52    | 46    |

Напомена: У 1921. подаци су садржани у насељу ...., а 1932. садржи податке насеља Тупљак. Садржи и податке бившег насеља Белографски брег које је од 1880. до 1910. исказивано као насеља.